# Фокс, Джессика
Дже́ссика Эстер (Джесс) Фокс (англ. Jessica Esther "Jess" Fox; род. 11 июня 1994, Марсель, Франция) — австралийская спортсменка, выступающая в гребном слаломе как на байдарке, так и каноэ, двукратная олимпийская чемпионка, 14-кратная чемпионка мира, победительница первых летних юношеских Олимпийских игр. Член комиссии спортсменов МОК с 2024 года.

## Спортивная биография
Джессика Фокс родилась в многонациональной семье потомственных гребцов. В 4 года она вместе с семьёй переехала в Австралию, где её отцу предложили возглавить сборную Австралии по гребному слалому. В 2005 году Фокс сломала руку и для скорейшего восстановления стала заниматься греблей. Спустя некоторое время Джессика приняла решение начать серьёзно заниматься гребным слаломом. Тренером молодой спортсменки стала её мать Мириам Фокс. В 2010 году Фокс выступила на первых летних юношеских Олимпийских играх и завоевала золотую медаль в байдарках. На юношеской Олимпиаде 2014 года Фокс была выбрана послом Игр, с целью пропаганды турнира в Австралии. На чемпионатах мира Джессика дебютировала в 2010 году и стала третьей в соревновании каноисток. Спустя год Фокс на мировом первенстве стала лишь 8-й.
В 2012 году Фокс приняла участие в летних Олимпийских играх в Лондоне. По итогам двух попыток в предварительном раунде в соревнованиях в женской байдарке-одиночке Джессика показала 4-й результат и пробилась в следующий раунд. Полуфинал сложился для австралийки не слишком удачно, тем не менее, показав 8-й результат она пробилась в финал. Решающую попытку Фокс смогла пройти без штрафа, а высокое время прохождения трассы позволило 18-летней австралийке стать серебряным призёром Игр. На чемпионате мира 2013 года Джессика впервые в карьере стала чемпионкой мира, причём сделала она это и в личных соревнованиях каноисток, и в командных. В 2014 году Фокс стала первой слаломисткой, кому удалось выиграть золотые медали в соревнованиях одиночек, как на байдарках, так и на каноэ. На чемпионате мира 2015 года Джессика повторила результат двухлетней давности, выиграв обе золотые медали в соревнованиях каноисток.
Также на счету Фокс есть две победы в общем зачёте Кубка мира в соревнованиях каноисток (2013, 2015).
На Олимпийских играх в Токио в 2021 году завоевала золото в гребном слаломе на каноэ (эта дисциплина впервые была включена в программу Олимпийских игр у женщин) и бронзу в слаломе на байдарках.
26 июля 2024 года на церемонии открытия Олимпийских игр в Париже на Сене был знаменосцем сборной Австралии. 28 июля стала олимпийской чемпионкой в гребном слаломе на байдарках. 31 июля выиграла гребной слалом на каноэ и стала трёхкратной олимпийской чемпионкой.

### Результаты на Олимпийских играх
| Дисциплина                | 2012 | 2016 | 2020 | 2024 |
| ------------------------- | ---- | ---- | ---- | ---- |
| Байдарки-одиночки, слалом | 2    | 3    | 3    | 1    |
| Каноэ-одиночки, слалом    | н/д  | н/д  | 1    | 1    |
| Байдарки-кросс            | н/д  | н/д  | н/д  |      |

## Личная жизнь
- Обучается в Сиднейском университете.
- Владеет английским, французским и испанским языками.

## Семья
- Отец — Ричард Фокс[англ.] — британский гребец, участник летних Олимпийских игр 1992 года, десятикратный чемпион мира в гребном слаломе.
- Мать — Мириам Фокс-Иерусальми — французская гребчиха еврейского происхождения, бронзовый призёр летних Олимпийских игр 1996 года, восьмикратная чемпионка мира в гребном слаломе.
- Тётя — Рейчел Кросби — британская гребчиха, участница двух летних Олимпийских игр, четырёхкратный призёр чемпионатов мира в гребном слаломе.
- Сестра — Ноэми Фокс (род. 1997) — член сборной Австралии по гребному слалому, олимпийская чемпионка 2024 года в кроссе на байдарках.